# Robotnicza Partia Rzeczypospolitej Samorządnej
Robotnicza Partia Rzeczypospolitej Samorządnej – lewicowo-radykalna grupa opozycyjna utworzona w maju 1986 r. przez działaczy Porozumienia Prasowego Opozycji Robotniczej (m.in. Zbigniew Idziakowski, Stefan Piekarczyk, Tomasz Szczepański oraz współpracownik Służby Bezpieczeństwa Eugeniusz Kondraciuk). W tymczasowej deklaracji RPRS stwierdzono, że podstawowym celem jest walka o niepodległą Polskę socjalistyczną. Aby do tego doszło, niezbędna jest rewolucja, obalająca dyktaturę „zwyrodniałego aparatu partyjnego-państwowego”. Głoszono: „Konieczna jest rewolucja zupełna, która zmiecie i rozwali skostniały system, dokona zmian strukturalnych i zapobiegnie kontrrewolucji. Do tego potrzebna jest świadoma swych celów i zadań, oparta na społecznych potrzebach i poparciu, awangardowa, zwarta ideowo i programowo organizacja rewolucyjna”. Musi ona uwzględniać także postępowe ruchy, walczące o niepodległość nierosyjskich narodów, dlatego niezbędny jest internacjonalizm rewolucyjny. Przewidywano, że walka będzie prowadzona na dwóch frontach: z biurokracją na Wschodzie i burżuazją na Zachodzie. Jednocześnie stwierdzano, że nie ma socjalizmu bez niepodległości, demokracji, samorządności i rewolucji. RPRS aspirowała (bezskutecznie) do roli sekcji IV Międzynarodówki. Organem partii było pismo „Zryw”. Rozpad Porozumienia Opozycji Robotniczej (tej nazwy używał w 1986 PPOR) jesienią 1986 doprowadził także do zaniku RPRS.

## Literatura
Dariusz Cecuda, Leksykon opozycji politycznej 1976-1989, Warszawa 1989